# Casasia nigrescens
Casasia nigrescens là một loài thực vật có hoa trong họ Thiến thảo. Loài này được (Griseb.) C.Wright ex Rob. mô tả khoa học đầu tiên năm 1910.